# Fernando Weyler y Laviña
Fernando Weyler y Laviña (Madrid, 21 de noviembre de 1808-Palma de Mallorca, 7 de mayo de 1879) fue un médico militar y autor español.

## Biografía
Nacido el 21 de noviembre de 1808 en Madrid, hijo de José Weyler y Wirtz —ocañense de progenitor alemán— y María Laviña y León, estudió en Montpellier y después en Barcelona, en cuya Escuela de Medicina y Cirugía se formó. Trasladado a París en 1827 para estudiar en L'École de Médecine, retornó a Barcelona en 1828. Estuvo destinado en Filipinas entre 1835 y 1836. En reconocimiento a su papel en la toma de Morella durante la Primera Guerra Carlista fue receptor de la Cruz de Distinción. También estuvo destinado en el norte de África durante la primera guerra de Marruecos. 
Falleció el 7 de mayo de 1879 en Palma de Mallorca.
Casado con María Francisca Nicolau y Bordoy, fue padre de Valeriano, general, gobernador colonial y ministro de la Guerra, Matilde, Celestina, Luis y Fernando.

## Obras
- Elementos de Botánica. Descripción anatómica y fisiológica de todas las partes de las plantas, de sus diferentes funciones y principales métodos de clasificación (1843)[7]
- Memoria sobre la oftalmía purulenta que padecen nuestras tropas (1851)[7]
- Topografía físico-médica de las Islas Baleares y en particular de la de Mallorca (1854)[8]
- Catálogo de las plantas naturales observadas por Fernando Weyler y Laviña, jefe de Sanidad Militar del Primer Cuerpo del ejército de África en las excursiones y expediciones que verificó en la parte del norte del imperio marroquí, durante la última guerra con dicho imperio en las regiones que ésta tuvo lugar desde el 19 de noviembre de 1859 hasta el 3 de mayo del siguiente año (1860)[9]
- Apuntes topográficos sobre la parte del imperio marroquí que ha sido teatro de la última guerra con España (1860)[9]
- Historia orgánica de las fuerzas militares que han defendido y ocupado Mallorca, desde su conquista en1229 hasta nuestros días, y particularmente desde aquella fecha hasta el advenimiento al trono de la casa de Borbón (1862)[9]
- Raimundo Julio juzgado por sí mismo, consideraciones crítico-científico-comparativas sobre varias de las doctrinas que profesaba este iluminado doctor, según se leen en sus numerosos libros (1866)[10]
- Alralis-Abuhali-Alhasen-Ebenhali-Ebensina (Avicena) (1877)[11]